# Texasblues
Texasblues is een substijl van de blues. De stijl is niet beperkt tot alleen texasblues-artiesten. De stijl heeft vele variaties, maar typerend is dat het met meer swing wordt gespeeld dan met andere bluesstijlen.
Texasblues verschilt van stijl net als de chicagoblues door gebruik van instrumenten en geluid, vooral het heftige gebruik van de gitaar. Muzikanten als Stevie Ray Vaughan dragen bij aan het gebruiken van veel verschillende gitaargeluiden. De 'southern slide guitar' is daar een voorbeeld van. Maar ook door het gebruik van verschillende melodieën van blues en jazz.
De texasblues ontstond rond de beginperiode van de 20e eeuw onder de Afro-Amerikanen die werkten in de olievelden en op boerderijen. In de jaren 20 begon Blind Lemon Jefferson de stijl door het gebruik te maken van jazz-improvisaties en door het begeleiden van een eensnarige gitaar. Zijn invloed inspireerde velen, zoals Lightnin' Hopkins en T-Bone Walker. Tijdens de Grote Depressie in de jaren 30 verhuisden veel bluesartiesten naar steden als Galveston, Houston en Dallas. Het kwam door deze steden dat een nieuwe golf van populaire artiesten ontstond. Slidegitarist en gospelzanger Blind Willie Johnson en Big Mama Thornton zijn daar voorbeelden van. Duke Records en Peacock Records waren de grootste labels.
In de jaren 60 verplaatsten de platenmaatschappijen zich naar het noorden, waardoor de invloed van de texasstijl in de blues verminderde. Dit kwam terug in de jaren 70, toen het texas-bluesrock-geluid ontstond, geleid door ZZ Top en The Fablous Thunderbirds. 
Dit deed het stadium van voor de jaren 80 herleven. Stevie Ray Vaughan verplaatste de blueshoofdstad naar Austin.

## Texasblues-artiesten
- Albert Thunderbirds
- Lightnin' Hopkins
- Blind Lemon Jefferson
- Billy Gibbons
- Freddie King
- Lead Belly
- Delbert McClinton
- Guitar Shorty
- Big Mama Thornton
- Jimmie Vaughan
- Stevie Ray Vaughan
- T-Bone Walker
- Johnny Winter
- Canned Heat
- John Mayer